# 四方街
四方街（英語：Square Street）是香港港島上環的一條單向行車街道，成曲尺形，在上環荷李活道上，樓梯街的西鄰，太平山街的以下，東街的東鄰。
駕車者往卜公花園、居賢里、上環新會商會學校、普慶坊，四方街是必經之路。四方街在上環文武廟西鄰，數十年前十分繁盛，現在只有數家老字號，靜中帶旺，跟以往大不同。

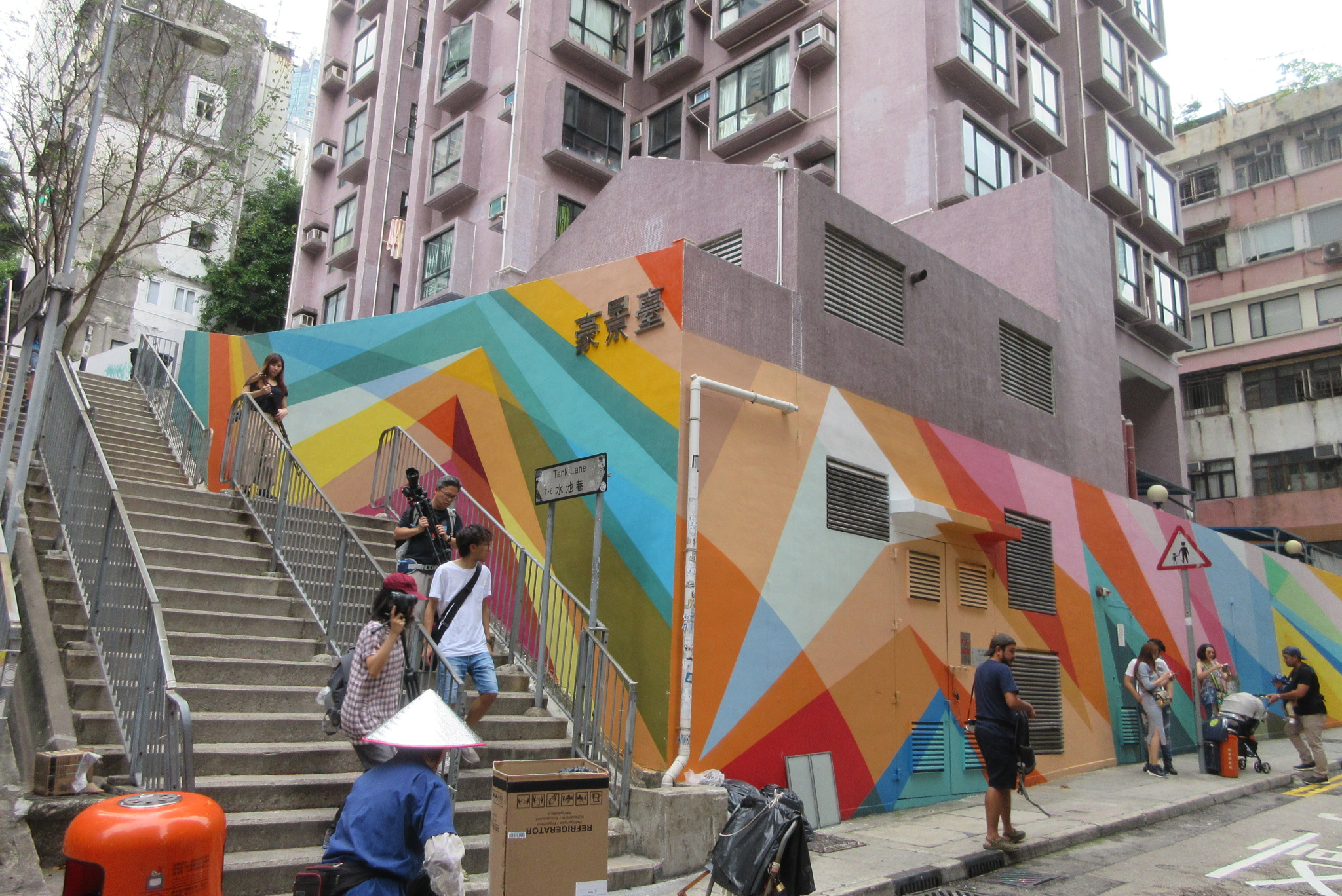
上環四方街豪景臺的壁畫

四方街因其附近設有廣場（今卜公花園）而命名為Square Street，但是中文名稱卻誤譯為四方街，此後一直未有像油麻地眾坊街般糾正過來。

## 相關
- 油麻地眾坊街

## 外部參考
- 上環四方街 - 新舊對照 （页面存档备份，存于）